# Clathria microxa
Espèce
Clathria microxa est une espèce d'éponges de la famille des Microcionidae.

## Systématique
L'espèce Clathria microxa est décrite en 1972 par Ruth Desqueyroux-Faúndez.